# Rue Saint-Sébastien (Lille)
Pour les articles homonymes, voir Rue Saint-Sébastien.
La rue Saint-Sébastien est une rue de Lille, dans le Nord, en France. 

## Situation et accès
Il s'agit de l'une des rues du quartier du Vieux-Lille qui relie l'avenue du Peuple-Belge à la rue de Saint-André.
Elle croise la rue du Metz.

## Origine du nom
Ce nom dont on ignore l'origine honore Saint Sébastien.

## Historique
La rue Saint-Sébastien englobée dans l'agrandissement de la ville vers la Citadelle et le nord en 1670 à la suite de la conquête de Louis XIV est une des rares voies préexistant à cette extension. Elle conduisait à un béguinage rappelé par la rue éponyme et à la cense (ferme) du Metz.

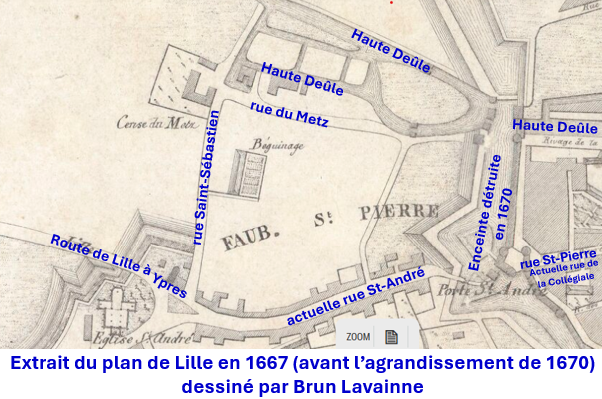
Rue Saint-Sébastien et rue du Metz sur plan de 1667

La maison à l'angle de la rue Saint-André est le seul vestige de cette époque (construite peu avant l'agrandissement de 1670 ou peu après). 
La rue longeait sur son côté des Abattoirs établis en 1824 et remplacés dans les années 1990 par un ensemble immobilier.

## Bâtiments remarquables et lieux de mémoire
La rue comprend une maison d'architecture rouges barres du milieu du XVIIe siècle aux numéros 9-11.